# Hino (Misso)
Hino – wieś w Estonii, w prowincji Võru, w gminie Misso. Znajduje się nad brzegiem jeziora Hino.